# Shami Abdulahi

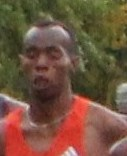
Shami Abdulahi

Shami Abdulahi (Shami Abdulahi Dawit; * 16. Juli 1974) ist ein äthiopischer Marathonläufer.
2009 wurde er Siebter beim Marathon des Alpes-Maritimes. Im Jahr darauf wurde er Achter beim Rom-Marathon und Dritter bei der Maratona d’Italia.
2011 wurde er Dritter in Rom, gewann den Olmütz-Halbmarathon und wurde Zweiter beim Toronto Waterfront Marathon. 2012 folgte einem siebten Platz beim Dubai-Marathon ein Streckenrekord beim Hamburg-Marathon.

## Persönliche Bestzeiten
- Halbmarathon: 1:00:44 h, 19. Juni 2011, Olmütz
- Marathon: 2:05:42 h, 27. Januar 2012, Dubai